# Ambapali

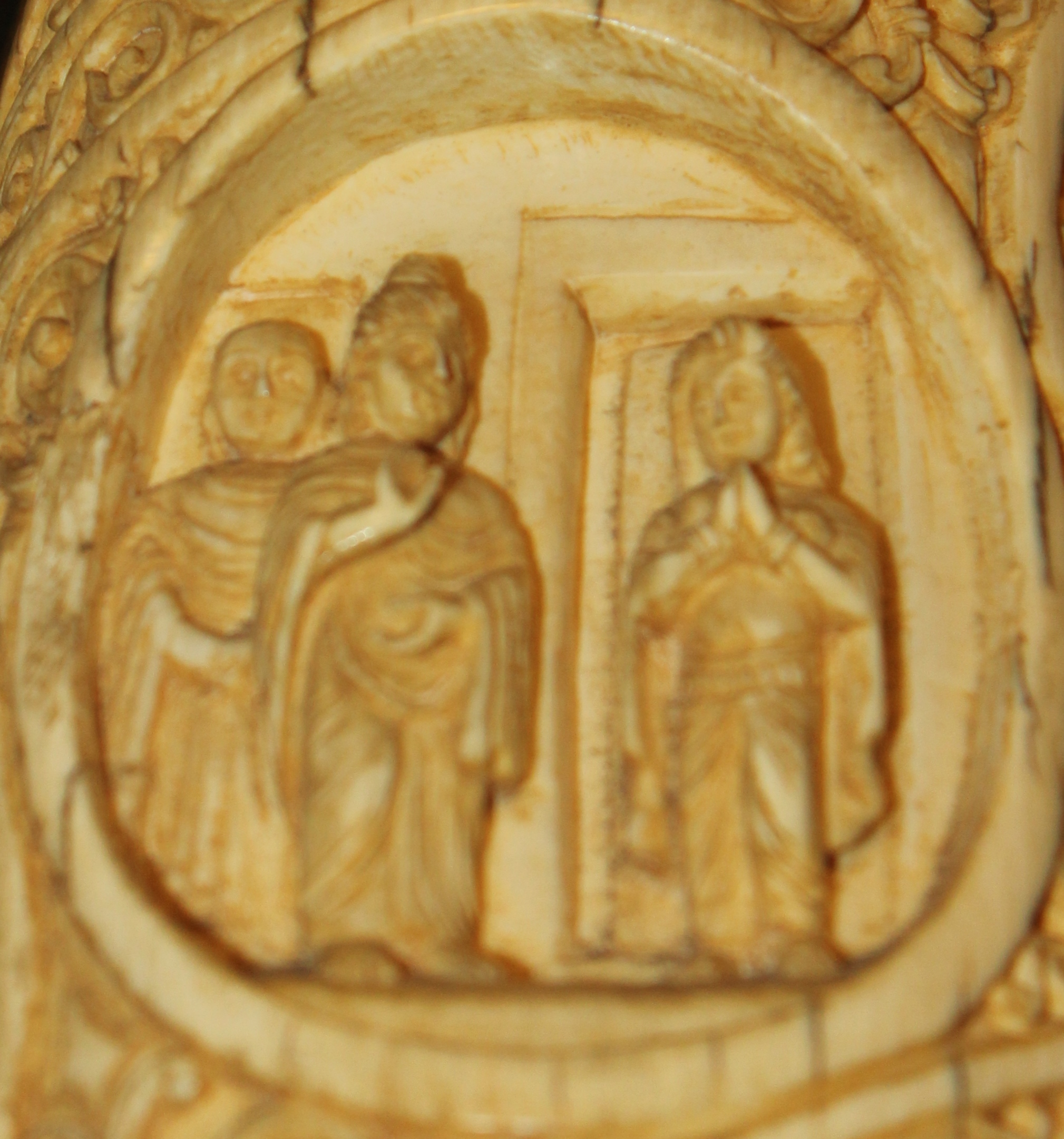
Amrapali salue Bouddha, sculpture en ivoire, Musée national de New Delhi

Ambapali, Ambapālika ou Amrapali (fl. -500) est une nagarvadhu (courtisane royale) de l'Inde ancienne, plus précisément de la république de Vaishali. En suivant les enseignements de Bouddha, elle devient une arhat. Les anciens textes pali et bouddhistes en font mention, en particulier en rapport avec l'Ambapalika Sutta,,,. Selon les textes, Bouddha reçut en don de la courtisane Ambapali un verger de manguiers pour y méditer et, selon de multiples interprétations, pour lui servir de source de revenus lui permettant ainsi de se consacrer à sa voie.

## Culture populaire
- Ambapali est le titre d'un roman historique de Vimala Raina. Publié à Bombay en 1962, le roman fictionalise la personnalité de la courtisane de Vaishali qui, au Ve siècle avant le Christ, devient la plus proche disciple (féminine) du Bouddha.
- Amrapali est le sujet d'un film biographique, Amrapali (en) de Lekh Tandon (en) en 1966, avec Vyjayanthimala dans le rôle d'Amrapali et Sunil Dutt dans celui du roi Ajatashatru[6].